# Ивица Ковачић Штифла
Ивица Ковачић Штифла (Сремска Митровица, 1950) српски је сликар.

## Биографија
У Сремској Митровици је 1968. завршио средњу школу. Сценско-музичким стваралаштвом се бавио до 1974. На Вишој педагошкој школи у Београду, одсек ликовне уметности, дипломирао је 1977. године у класи Милуна Митровића.
Активан је члан Удружења ликовних педагога Војводине, Удружења ликовних уметника Сирмијум и ликовних група Ђуро Салај у Београду и Могрен  у Будви, а излагао је у оквиру МЗК  Сава .
Заступљен је у музејским поставкама: Норвешке, Италије, Француске, Немачке и приватним колекцијама Брисела, Осла, Рима, Милана и Париза. Радови му се налазе у многим југословенским градовима, преко ликовних колонија: Бечеј, Борковац, Јазак, Градац, Посавље, Илиџа и Улцињска ада. Студентска путовања: Милано, Венеција, Рим, Беч, Цирих и Париз.
Живи и ради у Сремској Митровици где се бави педагошким и ликовно-сценографским радом.

### Педагошки рад
Штифла 1975. године на иницијативу Културно просветне заједнице Сремске Митровице и Галерије Лазар Возаревић Сремска Митровица оформљава и организује прву ликовну школу (отворени ликовни атеље ) у Сремској Митровици са циљем да се бави едукацијом омладине у свим ликовним традиционалним дисциплинама као и савременом ликовним праксом.

### Изложбе
- 1974. Беочин, Галерија Дворац
- 1974. Сремска Митровица, Градска галерија
- 1975. Сремска Митровица, Дом омладине 1. новембар
- 1975. Сремска Митровица, Радна организација Пољострој
- 1976. Рума, Хотел Срем
- 1977. Беочин, Галерија  Дворац
- 1977. Карловац-Загреб, Југотурбина
- 1978. Сремска Митровица, Технолошка школа
- 1981. Будва, Монтенегротурист
- 1982. Тузла, Галерија југословенског портрета
- 1984. Дубровник, Лазарети
- 1984. Сремска Митровица, Галерија Лазар Возаревиц
- 1985. Цирих, Хол југословенског конзулата
- 1985. Беч, југословенски клубови
- 1987. Брчко, Галерија Ризах Штетић
- 1987. Сарајево, Градска вецница
- 1988. Сремска Митровица, Спортско- пословни центар Пинки
- 1989. Пула, Градска галерија
- 1989. Нови Сад, Инердесинг-Спенс
- 1990. Пореч, Финида Арт
- 1995. Београд, Галерија Андрићев венац
- 1996. Нови Сад, Галерија музеја Војводине
- 1996. Суботица, Галерија ликовног сусрета
- 1997. Апатин, Галерија Меандер
- 1997. Бечеј, Народни музеј
- 1997. Панчево, Градска галерија
- 1997. Јагодина, Народни музеј
- 1997. Параћин, Галерија радницког универзитета
- 1998. Пожаревац, Народни музеј
- 1998. Крагујевац, Модерна галерија
- 1998. Деспотовац, Модерна галерија
- 1998. Ћуприја, Дом Војске Југославије
- 1998. Свилајнац, Градска галерија
- 1999. Вршац, Градска галерија
- 2003. Инђија, Галерија Куће Војновића
- 2004. Сремска Митровица, Галерија Лазар Возаревић
- 2010. Рума, Завичајни музеј Рума
- 2019. Сремска Митровица, Галерија Лазар Возаревић
- 2019. Рума, Завичајни музеј Рума
- 2019. Лесковац, Галерија Народног музеја Лесковац
- 2019. Врање, Галерија Народног музеја Врање

### Награде
- 1988. Ликовно сценографска решења региналног карактера у Инђији
- 1990. „Мајске игре“ Ликовно сценографска решења савезног карактера
- 1974. Добитник прве награде „Црвеног Барјака“
- 1975. Добитник откупне награде из фонда „Моше Пијаде“
- 1977. награда на изложби југословенског портрета у Тузли
- 1978. награда међурепубличке заједнице културе " Сава "
- 1998. "Новембарска награда" Општине Сремска Митровица за хуманитарно – педагошку и уметничку делатност
- 2012. награда Књижевне заједнице Сремска Митровица

## Критика
| О аутору - Срето Бошњак, ликовни критичар / Београд, јули 1997. |
| --- |
| ...његове новије слике одишу неком чудесном виталистичком енергијом у знаку јаке ликовне реци: он хоће да слику проблематизује као остварено јединство осећања и идеје, да слика буде и песма и мисао о смислу. Хоће да у њему остварену слободу удахне дах нашег трагичног времена и да је на тај начин приказује за нашу судбину. Због тога његовом сликом влада жестока емоција, али свест о функционалној моћи језика.... |

| О аутору - Братислав Љубишић, ликовни критичар / Београд, април 1995. |
| --- |
| Ивица Ковачић Штифла у овој врсти проблематике има своје место и његово дело много тога доказује. Најпре, да се ради о ствараоцу који не лута и мало тога препушта случају. Његов темперамент и смисленост успешно артикулишу видено у слику која има живот и све предилекције да траје. Простор који слика није само идеја, већ је и подсећање које прераста у чудесну градњу о постојење двеју природа – природе ствароца и природе објективног света.... |

| О аутору - Василије Б. Сујић, ликовни ктитичар / Београд, април 1995. |
| --- |
| ...није без значаја скренути пажњу да у уметности постоје и они који су се определили за истраживачки пут, а таквима припада и Ковачић, који желе да одгонетну велику тајну која се зове слика. У том истраживању кретао се, враћао на пређени пут да још једном провери, да утврди, шта је урадио и шта га то тера и нагони да нешто напусти зарад нечег другог, још неиспитаног, још увек непознатог. |